# James G. Martin

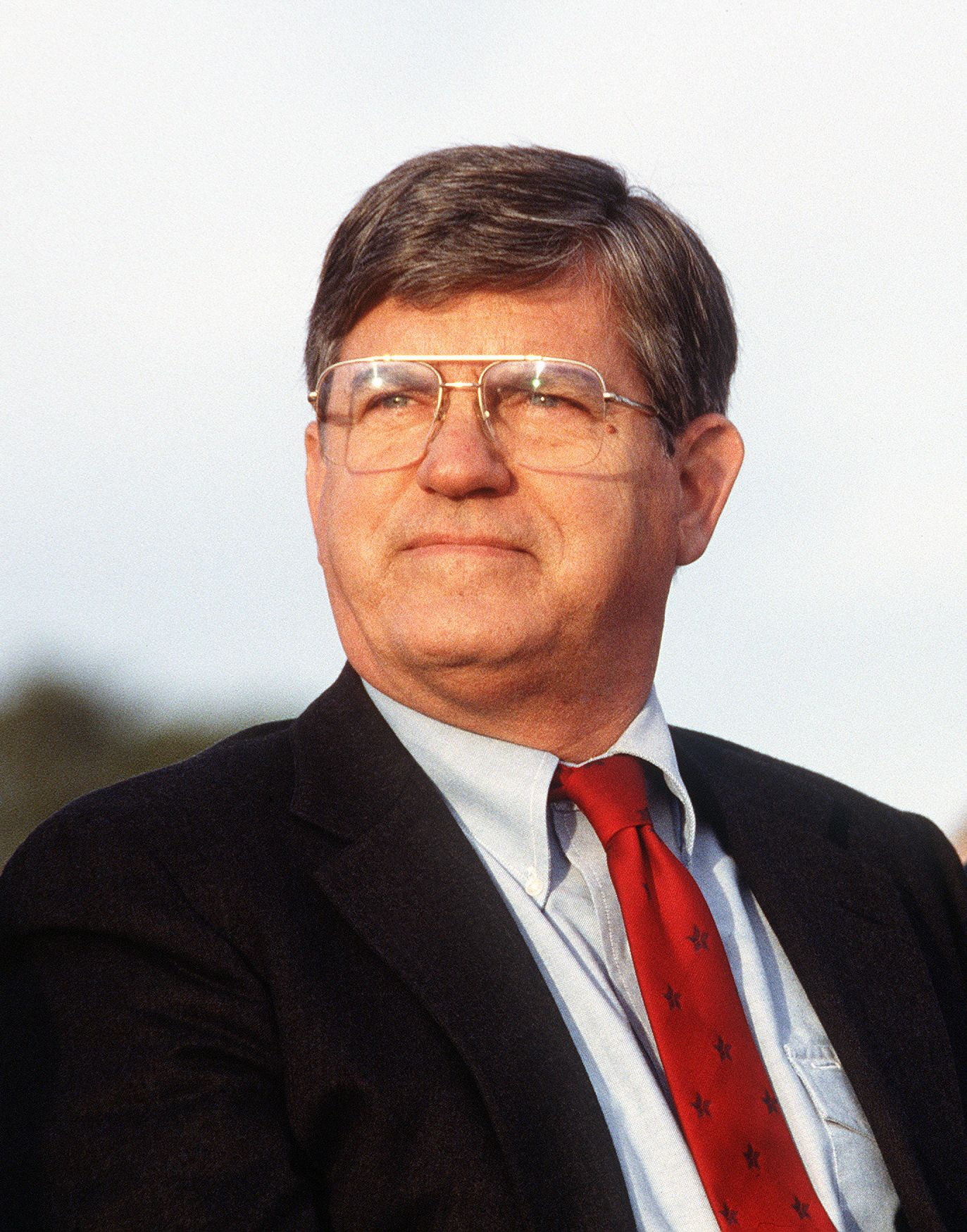
James G. Martin w 1988

James Grubbs (Jim) Martin (ur. 11 grudnia 1935 w Savannah w stanie Georgia) – amerykański polityk, działacz Partii Republikańskiej, chemik.
W latach 1973–1985 reprezentował 9. okręg wyborczy stanu Karolina Północna w Izbie Reprezentantów Stanów Zjednoczonych. Od 1985 do 1993 pełnił funkcję gubernatora Karoliny Północnej.
1 czerwca 1957 poślubił Dorothy Ann McAulay. Para ma troje dzieci.